# Бітмор-Форест (Північна Кароліна)
Бітмор-Форест (англ. Biltmore Forest) — місто (англ. town) в США, в окрузі Банком штату Північна Кароліна. Населення — 1409 осіб (2020).

## Географія
Бітмор-Форест розташований за координатами 35°32′6″ пн. ш. 82°32′17″ зх. д. / 35.53500° пн. ш. 82.53806° зх. д. (35.534945, -82.537941).  За даними Бюро перепису населення США в 2010 році місто мало площу 7,54 км², з яких 7,54 км² — суходіл та 0,00 км² — водойми.

## Демографія
Згідно з переписом 2010 року, у місті мешкали 1343 особи в 562 домогосподарствах у складі 438 родин. Густота населення становила 178 осіб/км².  Було 689 помешкань (91/км²).
Расовий склад населення:
| - 98,4 % — білих - 0,4 % — чорних або афроамериканців - 0,3 % — азіатів |

До двох чи більше рас належало 0,8 %. Частка іспаномовних становила 1,0 % від усіх жителів.
За віковим діапазоном населення розподілялося таким чином: 21,7 % — особи молодші 18 років, 49,1 % — особи у віці 18—64 років, 29,2 % — особи у віці 65 років та старші. Медіана віку мешканця становила 54,1 року. На 100 осіб жіночої статі у місті припадало 96,6 чоловіків;  на 100 жінок у віці від 18 років та старших — 94,3 чоловіків також старших 18 років.
Середній дохід на одне домашнє господарство  становив 206 078 доларів США (медіана — 150 438), а середній дохід на одну сім'ю — 241 805 доларів (медіана — 165 625). Медіана доходів становила 127 917 доларів для чоловіків та 51 250 доларів для жінок. За межею бідності перебувало 4,0 % осіб, у тому числі 3,7 % дітей у віці до 18 років та 3,6 % осіб у віці 65 років та старших.
Цивільне працевлаштоване населення становило 586 осіб. Основні галузі зайнятості: освіта, охорона здоров'я та соціальна допомога — 29,0 %, науковці, спеціалісти, менеджери — 15,0 %, мистецтво, розваги та відпочинок — 10,8 %, роздрібна торгівля — 9,6 %.